# Fagraea involucrata
Fagraea involucrata là một loài thực vật có hoa trong họ Long đởm. Loài này được Merr. mô tả khoa học đầu tiên năm 1917.